# اوتو هنگال
اوتو هنگال (Utu-hengal) که گاهی اوتو هگال یا اوتو هجال و اوتو خگال نامیده می‌شود، یکی از اولین پادشاهان سومری بود که قرن‌ها پس از تسلط اکدیان و گوتیان سلطنت کرد. داماد وی اورنامو بنیانگذار سلسله سوم اور گشت.

## زندگی و سلطنت
مورخان نظرات گوناگونی دربارهٔ سابقه وی گفته‌اند، متداولترین آن این است که وی فرماندار دولت‌شهر اوروک بوده‌است که علیه پادشاه گوتیان در سال ۲۰۵۰ پیش از میلاد شورش کرده‌است. او قیام دولت‌شهرهای سومری علیه دولت مستبدی گوتی و شاه آن تیریگان رهبری کرده‌است. در جنگی که روی داد اوتو-هنگال پیروز می‌شود و سپاه تیریگان متلاشی شده و تیریگان و خانواده‌اش مجبور به فرار شد. او در شهر دوربوم توقف کرد و مردم آنجا با خوبی با او رفتار کردند. با این حال، زمانی که مردم خبر عزیمت اوتو-هنگال به شهرشان را شنیدند تیریگان و خانواده‌اش را اسیر کرده و به اوتو-هنگال تحویل دادند و او سپس اعدام می‌شود و دوران تسلط گوتیان بر میانرودان پایان می‌گیرد. پس از شکست گوتیان او خود را پادشاه سومر نامید و هفت سال پادشاهی می‌کند و در سال هفتم سلطنتش هنگام بازرسی از ساخت یک سد، در یک حادثه در رودخانه غرق می‌شود و دامادش اورنامو شاه سومر می‌شود که اور را پایتخت می‌کند و در نتیجه سلسله پنجم اوروک از بین می‌رود درحالی که اوتو-هنگال تنها پادشاهش بود. در حقیقت مردم سومری سلطنت اوتو-هنگال و سلسله سوم اور را به عنوان تنها سلسله جدا می‌شناسند که بنیانگذار هردو سلسله است. اوتو-هنگال در بین سومریان یک قهرمان ملی شناخته می‌شد و میان مردم سومری محبوبیت زیادی داشت.

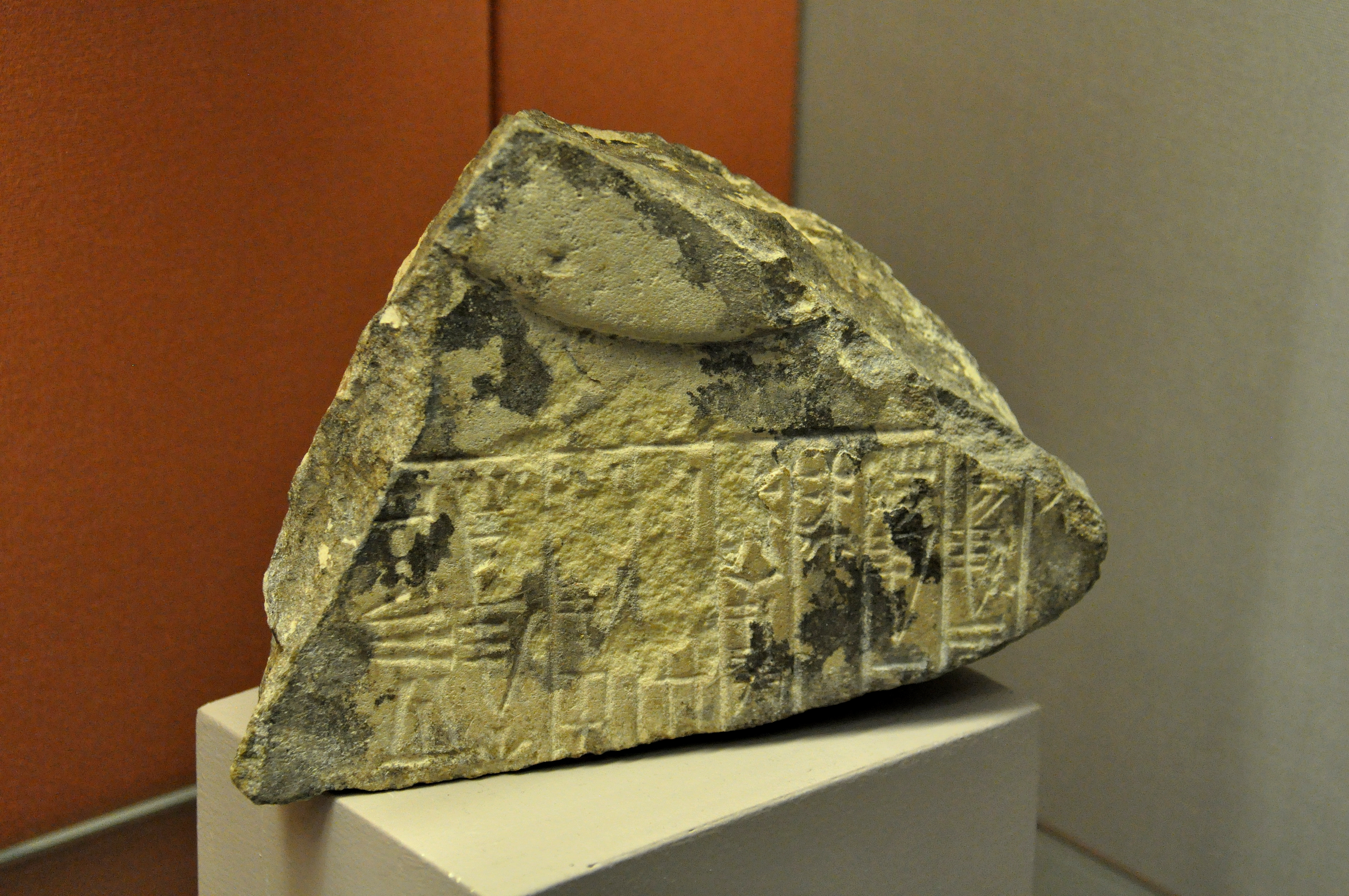
قسمتی از لوحی کشف شده در شهر اور عراق، مربوط ۲۱۲۵ پیش از میلاد، که نام اوتو-هنگال به عنوان شاه اوروک برآن حکاکی شده است، موزه بریتانیا در لندن